# Joseph Ocskay von Ocsko
Joseph Ocskay von Ocsko, né le 20 janvier 1739 à Vrbové dans le royaume de Hongrie et mort le 8 décembre 1805 à Dubovany dans le même État, est un militaire hongrois au service de la monarchie de Habsbourg. Ayant commencé sa carrière au cours de la guerre de Sept Ans, il la termine avec le grade de général-major lors des guerres de la Révolution française. De 1796 à 1797, il joue notamment un rôle actif durant la campagne d'Italie face au général français Napoléon Bonaparte.